# الحرب السرتورية

مراحل الحرب

كانت الحرب السرتورية حربًا أهلية دارت بين عامي 80 و72 قبل الميلاد بين فصيل من المتمردين الرومان (أتباع كوينتوس سيرتوريوس) والحكومة في روما (أتباع سولا). نشبت الحرب في شبه الجزيرة الإيبيرية (التي أطلق عليها الرومان اسم هسبانيا) وكانت واحدةً من الحروب الأهلية الرومانية التي اندلعت في القرن الأول قبل الميلاد. قاتل السرتوريون، وهم تحالف من المتمردين الإيبيريين والرومان والإيطاليين، ضد ممثلي النظام الذي أسسه سولا. أخذت الحرب اسمها من كوينتوس سيرتوريوس، زعيم المعارضة. تميزت باستخدام سرتوريوس لحرب العصابات بنجاح. انتهت الحرب بعد اغتيال سرتوريوس على يد ماركوس بيربيرنا، الذي هزمه بومبيوس بعدها على الفور.

## نشأة الحرب
خلال حرب سولا الأهلية، قاتل كوينتوس سيرتوريوس مع فصيل ماريان وسينا ضد سولا. في عام 83 قبل الميلاد، أُرسل سرتوريوس، بعد خلافه مع قيادة فصيله، إلى شبه الجزيرة الإيبيرية ليكون حاكمًا عليها. لسوء حظ سرتوريوس، خسر فصيله الحرب في إيطاليا وأرسل سولا جيشًا أخرجه من إيبيريا. بعد فترة من التنقل انتهى الأمر بسرتوريوس في تينجي (طنجة) شمال إفريقيا؛ حيث ساعد السكان المحليين على خلع طاغية موال لنظام سولا. في تينجي، استقبله وفد من اللوسيتانيين الناقمين، وهو شعب إيبيري شرس، ناشده لقيادتهم ضد حكومة سولا التي كانت تنهبهم وتضطهدهم في موطنهم. اختار اللوسيتانيون سرتوريوس بسبب السياسة المعتدلة التي اتبعها عندما كان حاكمًا عام 82 قبل الميلاد. كان للوسيتانيين تاريخ طويل من المقاومة ضد روما. خلص بعض المؤرخين إلى أن اللوسيتانيين كانوا يسعون إلى الاستقلال وبتولي سرتوريوس قيادة المسار فسيكون معارضًا لروما نفسها. لا يرجح فيليب سبان هذه الفكرة، لأن قبول سرتوريوس بمثل هذا العرض الخائن سيكون تدميرًا لأي أمل بالعودة إلى روما. من المحتمل أن يكون العرض قد نتج من تسليم اللوسيتانيين بعدم قدرتهم على هزيمة روما وأن أفضل أمل لهم هو المساعدة في إنشاء نظام متعاطف معهم في روما. يقترح سبان أن أحد الأسباب الرئيسية لقبول سرتوريوس هو تبيان عدم وجود عفوٍ عنه وعن أتباعه ولا مصالحة مع النظام الذي أسسه سولا.

## عودة سرتوريوس إلى إيبيريا
في عام 80 قبل الميلاد، نزل سرتوريوس، بعد هزيمته لقوة بحرية بقيادة أوريليوس كوتا، في شبه الجزيرة الإيبيرية في بايلو، بالقرب من أعمدة هرقل (جبل طارق). تشير رواية بلوتارخ إلى أن سرتوريوس ذهب أولًا إلى لوسيتانيا ونظم القبائل، وعندها فقط عاد إلى وادي بايتيكا لهزيمة قوة رومانية تحت قيادة فوفيديوس (على الأرجح حاكم هسبانيا الأبعد). يقترح سبان أن التسلسل الأكثر احتمالية هو وقوع معركة نهر بايتيكا أثناء مسيرة سرتوريوس الأولى إلى لوسيتانيا.

## أحداث 80 – 77 قبل الميلاد
أدى انتصار سرتوريوس في بايتيكا إلى عودة معظم هسبانيا الأبعد تحت سيطرته. عندما عزز سلطته في الجنوب الغربي (الأبعد) أرسل ملازمه الموثوق، لوسيو غيرتوليو، إلى هسبانيا الأقرب لتولي أمر حاكمها وأمر كوتا وقوات سولا المتبقية في شبه الجزيرة الإيبيرية. نظرًا لقلقها من تزايد التهديدات، رفعت السلطات في روما مستوى هسبانيا الأبعد من مقاطعة إلى قنصلية، وعينت كوينتوس كاسيليوس ميتيليوس بيوس، شريك سولا القنصلي في عام 80 قبل الميلاد، حاكمًا عليها. في عام 79 قبل الميلاد، حين كان ميتيلوس في طريقه، عبَر إم. دوميتيوس كالفينوس (الذي استولى على هسبانيا الأقرب من كوتا) إلى هسبانيا الأبعد، ووجد طريقه مسدودًا بجيش هرتوليوس الذي حصّن كونسابورا.
كان هرتوليوس، وهو ملازمٌ تحت قيادة كوينتوس سرتوريوس، يأخذ بعض الأفواج عبر طريق ضيق بين جبلين شديدي الانحدار ويتعذر اجتيازهما. عندما تلقى خبر اقتراب قوة معادية كبيرة، حفر حفرة بين الجبلين، ووضع متراسًا خشبيًا خلفها. ثم أشعل النار في المتراس وهرب فيما عُزل العدو [على الجانب الآخر من النيران].
استخدم هرتوليوس حرب العصابات لإضعاف جيش دوميتيوس كالفينوس حين كان يستدرجه إلى الداخل. في النهاية دارت معركةٌ عند نهر أناس؛ حيث هُزم دوميتيوس؛ إما أنه توفي في المعركة أو أنه قُتل على يد قواته التي انشقت وانضمت إلى المتمردين.

كان ميتيلوس، بعدم إدراكه للكارثة، قد أرسل بالفعل أحد ضباطه، لوسيوس ثوريوس بالبوس، لتقديم المساعدة إلى دوميتيوس، لكنه هُزم أيضًا، وهذه المرة على يد سرتوريوس نفسه. كان كوينتوس كاليديوس بديل كالفينوس في الحكم. دخل ميتيلوس إسبانيا في أواخر عام 80 أو أوائل 79 قبل الميلاد، واستقر في ميتيلينوم (مدلين الحديثة)، وشق طريقه إلى الداخل عدة مرات، لكن سرتوريوس تمكن منه باستخدام تكتيكات حرب العصابات.
كان [ميتيلوس] معتادًا على الحروب النظامية مع فرق المشاة الثقيلة. أحب قيادة مجموعة قوية وثقيلة من المشاة. دُرب هذا التشكيل بشكل رائع لصد العدو وقهره في المعارك المباشرة. كان جيشه عديم الفائدة، لاضطراره مطاردة الرجال الذين طافوا مثل الريح فوق الجبال التي تعين عليه تسلقها، ولاضطراره تحمل – كما تحمل عدوه – الجوع المستمر دون خيمة أو نار مخيم. كان الدرع الخفيف وما يترتب على ذلك من خفة حركة لدى المحاربين الإيبيريين يعني أن سرتوريوس حوّل مجال التركيز وغير الوضع باستمرار، حتى أصبح ميتيلوس في حيرة من أمره. لم يعد ميتيلوس شابًا، وبعد العديد من المنافسات البطولية في شبابه أصبح يميل إلى الراحة والرفاهية، على حين كان سرتوريوس مليئًا بالحيوية النابضة. ... عندما تحدى ميتيلوس سرتوريوس في مبارزة فردية، هتف رجال ميتيلوس له وحثوه على المحاربة، وسخروا منه عندما تقهقهر.
نظرًا لافتقاره إلى نقاط القوة في وسط إسبانيا، شرع ميتيلوس في إحداثها، بدأ أيضًا في توطيد مدن هسبانيا وكسب قبائلها بنحو منهجي [كانت هذه نفس الاستراتيجية التي استخدمها والده في حرب يوغرطة عندما تعين عليه محاربة ملك نوميديا الذي استخدم أيضًا تكتيكات حرب العصابات – فقد خدم ميتيلوس ضمن أركان والده في ذلك الوقت]. هناك بعض الحصون المعروفة اليوم، ومنها: ميتيلينوم (مدلين) وكاسترا كايسيليا (كاثيرس) وفيكوس كايسيليوس وكايسيلينا. لنجحت هذه الاستراتيجية في مواجهة خصم ضعيف، لكن سرتوريوس استمر بشن حملة لا هوادة فيها من الكر والفر والكمائن التي استنزفت ميتيلوس ببطء فأُجبر على طلب المساعدة.
حاول لوسيوس مانيلوس، حاكم غاليا ترانسالبينا، القدوم لمساعدة ميتيلوس، وسار بثلاثة فيالق و1500 جندي من سلاح الفرسان عبر جبال البيرينيه. خاض معركة مع قوات لوسيوس هرتوليوس بالقرب من إليردا حيث هُزم ورُد على أعقابه إلى المدينة. بعد هذه النكسة، قرر مانيلوس التراجع إلى مقاطعته. حاول هرتوليوس وضع مانيلوس تحت الحصار في إليردا، لكن حاكم بلاد الغال تمكن من الفرار. هوجم من قِبل شعب الأكيتاني حين عودته إلى بلاد الغال.
في عام 78 قبل الميلاد، حاول ميتيلوس الاستيلاء على لانغوبريغا (ربما لاكوبريغا قرب لشبونة)، وهي بلدة حليفة لسرتوريوس. تقصد ميتيلوس ذلك ليكون عبرة؛ أراد أن تعرف المدن الإيبيرية أن سرتوريوس لا يستطيع حمايتها. أمّن سرتوريوس، بعد تحذيره، المدينة وحصنها وجرد الريف المحيط بلانغوبريغا من أي شيء مفيد. من خلال هذه الإجراءات المضادة، لم يجبر سرتوريوس ميتيلوس على محاصرة المدينة فحسب، بل تسبب أيضًا بنفاذ إمداداته بسرعة كبيرة. اضطر ميتيلوس إلى فصل فيلقٍ للبحث عن مؤن. عند عودتهم تعرضوا لكمين من قِبل سرتوريوس الذي هزمهم وأجبرهم على التخلي عن مؤونهم. وبذلك لم يتمكن ميتيلوس من إطعام جيشه وتخلى عن الحصار وعاد إلى الساحل. بالعودة إلى روما، توفي سولا (78 قبل الميلاد) لأسباب طبيعية تاركًا فصيله دون زعيم قوي.
في عام 77 قبل الميلاد، تبنى ميتيلوس إستراتيجية أكثر حذرًا، إذ تمسك بخط نهر بايتيكا فقط منتظرًا الأحداث في روما حيث كانت تلوح ثورة جديدة في الأفق. ترك سرتوريوس ميتيلوس لخطته وركز على إخضاع القبائل الداخل التي لم تستسلم لسلطته بعد.